# Swob Sjaarda
Swob Sjaarda född 1435, död 1520, var en holländsk adelsdam, arvtagare av den holländska familjen Schiering. Dotter till Douwe Tjaerts Aylva och Edwert Sjaarda. Gift 1455 med Epes Jarich Hottinga. De hade åtminstone två döttrar och tre söner.
Hon deltog i stridigheterna mellan adelsklanerna och städerna i Nederländerna under denna tid. Hon blev änka 1475 och fick ansvaret för en borg, som 1481 belägrades av Skerne Wybe. Enligt legenden tog hon Wybe som gisslan genom svek, för att sedan utväxla honom mot sin halvbror Tjaard Grioestera.
Hennes agerande 1481 gjorde henne till ett begrepp för svek i Nederländerna: då någon kallades Swob, blev det en omskrivning för att säga att man inte kunde lita på den personens ord.

## Fotnoter
1. 1 2  Swob Sjaarda, Biografisch Portaal (på nederländska), Biografisch Portaal-nummer: 83640113.[källa från Wikidata]